# 1748
1748 (MDCCXLVIII) je bilo prestopno leto, ki se je po gregorijanskem koledarju začelo na ponedeljek, po 11 dni počasnejšem julijanskem koledarju pa na petek.

## Dogodki
- 28. marec - hud požar v Londonu povzroči veliko materialno škodo

Neznan datum
- odkrite so ruševine Pompejev

## Rojstva
- 15. februar - Jeremy Bentham, angleški pravnik, filozof († 1832)
- 3. maj - Emmanuel Joseph Sieyès, imenovan tudi Abbe Sieyes , francoski duhovnik, revolucionar in politik († 1836)
- 7. maj - Olympe de Gouges, francoska revolucionarka, pisateljica in feministka († 1793)
- 30. junij - grof Jean-Dominique Cassini IV., francoski astronom († 1845)
- 7. oktober - Karel XIII. Švedski († 1818)
- 9. december - Claude Louis Berthollet, savojsko-francoski kemik († 1822)

## Smrti
- 1. januar - Johann Bernoulli I., švicarski matematik (* 1667)